# Denis Sirringhaus
Denis Sirringhaus, né en 1977, est un nageur sud-africain.

## Carrière
Aux Jeux africains de 1999 à Johannesbourg, Denis Sirringhaus est médaillé d'or du 1 500 mètres nage libre,.